# مزرعة حمام الدين (علي أباد ملك)
مزرعة حمام الدین (بالفارسية: مزرعه حمام الدین) هي منطقة سكنية تقع في إيران في قسم علي أباد ملك الريفي.